# Mortadel·lo i Filemó
Mortadel·lo i Filemó (en l'original en castellà: Mortadelo y Filemón) és el còmic més popular del seu creador, Francisco Ibáñez Talavera, publicat per primera vegada el 20 de gener de 1958 al numero 1.394 de la revista Pulgarcito, i els personatges de ficció Mortadel·lo i Filemó en són els protagonistes. El còmic d'humor conta les peripècies d'aquests dos agents de l'organització secreta TIA (Tècnics d'Investigació Aeroterràquia).
Els seus àlbums han aconseguit vendre més de 150 milions de còpies, un fenomen comercial que rivalitza amb els grans èxits de mercats consolidats com el japonès, convertint-lo en un dels èxits més importants de la història del còmic.

## Història
La sèrie es va poder veure per primera vegada a la revista Pulgarcito, el dia 20 de gener de 1958. La historieta era una mena de paròdia dels personatges clàssics Sherlock Holmes i el doctor Watson. Al principi treballaven com a detectius privats en una agència pròpia.

## Personatges

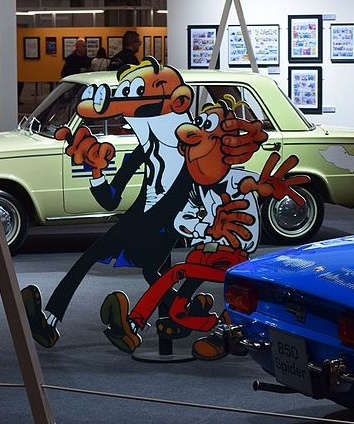
Mortadel·lo i Filemó a l'exposició "Vinyetes sobre rodes" al Saló Internacional del Còmic de Barcelona de 2016.

- Mortadel·lo és un agent alt i prim, i és completament calb "gràcies" a un invent del professor Bacteri per fer créixer el cuir cabellut. Té un nas allargat i duu ulleres i un vestit negre. Es comenta que la característica que l'ha portat a la fama és que sempre s'està emprovant disfresses, amb les quals pot transformar-se, per a sorpresa de tothom, en qualsevol cosa, des d'un elefant fins a una formiga, des de Superman fins a l'home invisible. Al principi duia un paraigua negre penjat del braç i lluïa un barret d'on sempre extreia les disfresses.
- Filemó Pi és més baix que en Mortadel·lo, i és el seu cap. Té dos pèls al cap, i duu una camisa blanca i uns pantalons vermells, encara que en els primers anys de la seva publicació duia una gran pipa a la boca i un abillament similar al de Sherlock Holmes. És qui se sol endur les garrotades quan alguna cosa surt malament (és a dir, gairebé sempre).
- El Súper és el superintendent (de nom Vicente) de la TIA, el qual encomana les missions a en Mortadel·lo i a en Filemó. Duu un poblat bigoti i un vestit blau. En paraules del mateix Ibáñez, és una crítica contra els anteriors caps que havia tingut quan treballava al banc.
- Professor Bacteri és el típic professor guillat. Crea els invents més inversemblants, però gairebé sempre fan el contrari del que es pretenia. Té una gran barba negra, que els agents o el Súper prenen amb ferotgia contra la seva persona quan els seus invents surten malament.
- Ofèlia és la secretària, una dona rossa i grassa enamorada d'en Mortadel·lo (però no corresposta) i quasi sempre utilitzada com a mofa.
- Irma és l'altra secretària, encara que no surt tant en el còmic com l'Ofèlia (de fet va deixar de ser dibuixada anys enrere). És molt maca, i tant en Mortadel·lo com en Filemó estan bojos per ella... la qual cosa provoca gags interessants amb l'Ofèlia.

## TIA
TIA (Tècnics Investigació Aeroterràquia) són les sigles d'una organització fictícia de la sèrie Mortadel·lo i Filemó. La seva missió és de servir i protegir els ciutadans dels delinqüents. La TIA és una paròdia, creada per Francisco Ibáñez, de l'organització nord-americana CIA.
La primera aparició de l'organització TIA va ser en El sulfat atòmic (1969), la primera historieta llarga d'aquesta sèrie, en la qual Mortadel·lo i Filemó ja apareixen com dos dels seus agents secrets. Des del principi apareixen altres aspectes que es mantindran durant molt de temps (entrades secretes, edificis en condicions penoses...) i personatges com el Superintendent Vicenç (el "Súper") i el professor Bacteri. El 1978, apareix la secretària Ofelia Michélinez, que també es farà recurrent. Els altres membres de la TIA apareixen molt menys.
La TIA té entrades secretes en els llocs més recòndits, com ara un simple senyal de trànsit o un cartell publicitari d'un circ, o el cercle del sol que es veu des de la Terra, però només els agents saben com entrar-hi i per a la resta de vianants són trampes.

## Mortadel·lo i Filemó al cinema i la televisió
Les històries de Mortadel·lo i Filemó s'han portat al cinema en adaptacions amb personatges reals com La gran aventura de Mortadel·lo i Filemó (2003) dirigida per Javier Fesser i protagonitzada per Benito Pocino en el paper de Mortadel·lo i Pepe Viyuela en el paper de Filemó. Una nova pel·lícula, Mortadelo y Filemón. Misión: Salvar la Tierra, es va estrenar el 2008 coincindint amb el cinquantè aniversari de l'aparició dels personatges, i en 2014 Javier Fesser va dirigir Mortadelo y Filemón contra Jimmy el Cachondo, que va obtenir els premis Goya a la millor pel·lícula d'animació i al millor guió adaptat.
A banda, a principis dels anys setanta van aparèixer diverses pel·lícules d'animació (Mortadelo y Filemón, Primer Festival del Humor, Mortadelo y Filemón, Segundo Festival del Humor i "El armario del Tiempo") dirigides per Rafael Vara Cuervo. Posteriorment, a la dècada de 1990, BRB Internacional va crear una sèrie de dibuixos animats ("Mortadelo y Filemón") que va ser retransmesa a Espanya per Antena 3 i a Alemanya per RTL.

## Àlbums
Llista d'àlbums d'història llarga apareguts per ordre de realització i publicació:

### Entre 1969 i 1974
- El Sulfat Atòmic
- Contra la banda del Llardó
- Safari pels carrers
- Agafeu-lo per les banyes!
- El caso del bacalao
- Chapeau el "esmirriau"
- La máquina del cambiazo
- La caja de diez cerrojos
- Magí, "el mag"
- ¡A la caza del cuadro!
- Els invents del professor Bacteri
- Gatolandia 76
- Operación: ¡Bomba!
- Los diamantes de la gran duquesa
- El otro "yo" del profesor Bacterio
- Els monstres
- El elixir de la vida
- El circo
- El antídoto
- Els invasors
- Los cacharros majaretas
- ¡A las armas!
- El plano de Alí-Gusa-No

### Entre 1975 i 1979
- ¡Pánico en el zoo!
- Concurs oposició
- Els mercenaris
- Objetivo: eliminar al Rana
- Misión de perros
- Los secuestradores
- La gallina de los huevos de oro
- El caso del calcetín
- El brujo
- ¡Soborno!
- Els goril·les
- Mundial 78
- Los gamberros
- Contraban
- La máquina de copiar gente
- Los "bomberos"
- El transformador metabólico
- El rapte del nen
- La gente de Vicente
- Secuestro aéreo

### Entre 1980 i 1985
- Olimpiada 1980
- La elasticina
- Kilociclos asesinos
- Ladrones de coches
- Lo que el viento se dejó
- La brigada bichera
- Tete Cohete
- En marcha el mundial 82
- El caso de los señores pequeñitos
- En Alemania
- Queda inaugurado el mundial 82
- El balón catastrófico
- Billy "El Horrendo"
- ¡Hay un traidor en la T.I.A.!
- El bacilón
- El ascenso
- La estatua de la libertad
- Testigo de cargo
- Los Ángeles 84
- El cacao espacial
- El preboste de seguridad
- El cochecito leré

### Entre 1986 i 1989
- ¡Terroristas!
- El huerto siniestro
- El estropicio metereológico
- Los que volvieron de "allá"
- Seúl 88
- La perra de las galaxias
- Los sobrinetes
- Los superpoderes
- ¡...va la T.I.A. y se pone al día!

### Entre 1990 i 1994
- El rescate botarate
- El gran sarao
- Los espantajomanes
- El inspector general
- El atasco de incluencias
- La crisis del golfo
- Barcelona ´92
- El caso del señor-probeta
- La tergiversicina
- Las embajadas chifladas
- El racista
- El quinto centenario
- El S.O.E.
- El 35 aniversario
- El señor todoquisque
- Maastricht ¡...Jesús!
- El nuevo "cate"
- Robots bestiajos
- Clínicas antibirria
- Dinosaurios
- La ruta del yerbajo
- Mundial 94
- El pinchazo telefónico
- ¡Pesadiiiillaaa...!
- Corrupción a mogollón

### Entre 1995 i 2000
- ¡Timazo al canto!
- Animalada
- 20.000 leguas de viaje sibilino
- ¡Silencio, se rueda!
- El disfraz, cosa falaz...
- La prensa cardiovascular
- El jurado popular
- El ángel de la guarda
- Atlanta 96
- 100 años de cómic
- Expediente J
- El trastomóvil
- ¡Desastre!
- Bye bye, Hong-Kong!
- Esos kilitos malditos
- Los verdes
- Las vacas chaladas
- Mundial 98
- La banda de los guiris
- Su vida privada
- ¡Deportes de espanto!
- El espeluznante doctor Bíchez
- El óscar del moro
- La maldita maquinita
- El tirano
- La M.I.E.R.
- Impeachment!
- De los ochenta p´arriba...
- Siglo XX, ¡qué progreso!
- Sydney 2000
- La vuelta
- La sirenita
- Fórmula uno

### Entre 2001 i 2008
- La rehabilitación esa
- Los vikingos
- ¡Llegó el euro!
- El ordenador... ¡qué horror!
- ¡Okupas!
- Mundial 2002
- ¡Misión triunfo!
- ¡El estrellato!
- ¡Mascotas!
- Parque de atracciones
- El UVA (Ultraloca Velocidad Automotora)
- ¡Rapto tremendo!
- Atenas 2004
- El señor de los ladrillos
- Mortadelo de la Mancha
- Prohibido fumar
- ¡El carnet al punto!
- El kamikaze Regúlez
- Mundial 2006
- ¡Bajo el bramido del trueno!
- El dopaje...¡qué potaje!
- Euro Basket 2007
- ¡...y van 50 tacos!
- ¡Venganza cincuentona!
- ¡El dos de mayo!
- Pekín 2008
- Gasolina... ¡la ruina!

### El 2009 endavant
- En la Luna
- ¡Por Isis, llegó la Crisis!
- Nuestro antepasado, el mico
- La gripe "U"
- Mundial 2010
- Marrulleria en la alcaldía

### Altres
- La història de Mortadel·lo i Filemó

### Històries apòcrifes
Durant un temps, la demanda que hi va haver d'aquests personatges va fer que un grup d'artistes contractat per l'Editorial Bruguera fessin còmics sense la intervenció de l'Ibáñez. Anys més tard, però, en una renegociació de drets, es va acordar treure aquestes històries del mercat.
- Las criaturas de cera vivientes (dibuix de Casanyes)
- El caso de los párvulos (dibuix de Casanyes)
- Que viene el fisco! (guió de Jesús de Cos)
- El crecepelo infalible
- A la caza del Chotta (guió de Jesús de Cos i dibuix de Casanyes)
- La secta del Zum-Bhao (guió de Jesús de Cos)
- Simón el escurridizo (guió de Francisco Serrano)
- El profesor probeta contraataca (guió de Julio Fernández)
- La medium Paquita (guió de Jesús de Cos)
- El mundial de México (guió de Jesús de Cos)
- El rayo transmutador (guió de Jaume Ribera)
- La banda de Matt U'Salen (guió de Jaume Ribera)
- El "lavador" de cerebros
- La història dels diners (La historia del dinero, guió de Jesús de Cos)
- Las tacillas volantes (dibuixos: Juan Manuel Muñoz)
- La cochinadita nuclear (dibuixos: Juan Manuel Muñoz)
- Armas con bicho (pàgines 25 a 44 dibuixades per Juan Manuel Muñoz)
- La maldición gitana
- El candidato (dibuixos: Juan Manuel Muñoz)
- La Gomeztroika
- El ansia de poder (dibuixos: Juan Manuel Muñoz)
- El profeta Jeremías (pàgines 1 a 24 dibuixades per Juan Manuel Muñoz)
- El premio No-Vel (pàgines 33 a 44 dibuixades per Juan Manuel Muñoz)

## Mortadel·lo i Filemó al món
Els seus còmics han estat venuts arreu del món amb molts noms diferents. Té una excel·lent acollida a Alemanya, raó per la qual Ibáñez li va dedicar un número sencer. Aquí alguns noms que reben els personatges: 
- Mortadelo y Filemón nom original en castellà
- Paling en Ko en neerlandès[9]
- Mortadelo e Salaminho en portugués (Brasil)[9] i Salamão e Mortadela/[10] Mortadela e Salamão (Portugal)[11]
- Flink & Fummel en suec[9]
- Flip & Flop en danès[9]
- Flip & Flopp en noruec[9]
- Mortadel et Filémon en francès[9] (també Futt et Fil)[11]
- Fortune & Fortuni en italià[12] (també Mortadella e Filemone[9] i Mortadello e Polpetta[11]
- モートとフィル en japonès[11]
- Αντιριξ και Συμφωνιξ ("Antirix kai Symphonix", pronunciat Andirix ke Simfonix)[11] en grec[9]
- Älli ja Tälli en finès[9]
- Clever & Smart en txec i alemany[9]
- Zriki Svargla & Sule Globus en serbo-croat[9]
- 特工二人组 en xinès[11]
- Mortadelo eta Filemon en euskera[11]
- Mortadelo e Filemón en gallec[11]
- Mortadelo i Filemon en polonès[11]
- Mortadelc pa File en eslovè[11]
- Dörtgöz ve Dazlak en turc[11]